# 더 와일드: 야수들의 전쟁
"더 와일드: 야수들의 전쟁"(영어: THE WILD)은 2023년 제작된 대한민국의 액션 범죄 영화이다. 2023년 11월 15일 개봉했다.

## 출연

### 주연
- 박성웅 : 우철 역
- 오대환 : 도식 역
- 오달수 : 각수 역
- 서지혜 : 최명주 역
- 주석태 : 정곤 역

### 조연
- 황세인 : 예리 역
- 원우 : 양기 역
- 서지후 : 박한태 역
- 정수교 : 강윤재 역
- 이재웅 : 김상환 역
- 연수 : 한 마담 역

## 여담
- 연수의 유작이다. 따로 기사는 나오지 않지만 엔딩 크레딧에 제작진들이 고인 표시를 한 것을 보면 영화 촬영 시기인 2021년부터 2023년 사이에 사망한 것으로 보인다.